# جوهانس يانسن
جوهانس يانسن (بالإنجليزية: Johannes Jansen)‏ هو سياسي أمريكي، ولد في 1665، وتوفي في 11 سبتمبر 1734. انتخب عمدة مدينة نيويورك.